# Bitter Sweet (1940)
Bitter Sweet is een Amerikaanse muziekfilm uit 1940 onder regie van W.S. Van Dyke. Het scenario is gebaseerd op de gelijknamige operette uit 1929 van de Britse toneelauteur Noël Coward.

## Verhaal
Sarah Millick vlucht naar Wenen met haar muziekleraar Carl Linden om een gearrangeerd huwelijk te ontlopen. Het blijkt er niet eenvoudig om als muzikant een nieuw leven te beginnen. Ze krijgen financiële hulp van baron von Tranisch, maar zijn bedoelingen zijn niet helemaal oprecht.

## Rolverdeling
| Acteur             | Personage          |
| ------------------ | ------------------ |
| Jeanette MacDonald | Sarah Millick      |
| Nelson Eddy        | Carl Linden        |
| George Sanders     | Baron von Tranisch |
| Ian Hunter         | Lord Shayne        |
| Felix Bressart     | Max                |
| Edward Ashley      | Harry Daventry     |
| Lynne Carver       | Dolly              |
| Diana Lewis        | Jane               |
| Curt Bois          | Ernst              |
| Fay Holden         | Mevrouw Millick    |
| Sig Ruman          | Mijnheer Millick   |
| Janet Beecher      | Lady Daventry      |
| Charles Judels     | Mijnheer Wyler     |
| Veda Ann Borg      | Manon              |
| Herman Bing        | Marktkramer        |
| Greta Meyer        | Mama Luden         |

## Prijzen en nominaties
| Jaar | Prijs  | Categorie              | Genomineerde(n)                | Uitslag     |
| ---- | ------ | ---------------------- | ------------------------------ | ----------- |
| 1940 | Oscars | Beste camerawerk       | Oliver T. Marsh Allen M. Davey | Genomineerd |
| 1940 | Oscars | Beste productieontwerp | Cedric Gibbons John S. Detlie  | Genomineerd |

## Filmmuziek
- I'll See You Again
- If You Could Only Come With Me
- What Is Love?
- Kiss Me
- Tokay
- Love in Any Language
- Dear Little Cafe
- Ladies of the Town
- Zigeuner